# Teijsmanniodendron
Teijsmanniodendron es un género con 19 especies de plantas fanerógamas perteneciente a la familia Lamiaceae. es originario de  Indochina hasta Islas Salomón.

## Especies seleccionadas
- Teijsmanniodendron ahernianum
- Teijsmanniodendron bintuluense
- Teijsmanniodendron bogoriense
- Teijsmanniodendron coriaceum
- Teijsmanniodendron glabrum
- Lista completa de especies Archivado el 22 de marzo de 2009 en Wayback Machine.

## Sinonimia
- Xerocarpa  H.J.Lam

## Fuente
- Annales du Jardin Botanique de Buitenzorg 19: 19. 1904
- Cantino, P. D. et al. 1992. Genera of Labiatae: status and classification. In: Harley, R. M. & T. Reynolds, eds., Advances in labiate science. (Adv Lab Sci) 511–522